# Stanley Cup 1999
La finale della Stanley Cup 1999 è stata una serie al meglio delle sette gare che ha determinato il campione della National Hockey League per la stagione 1998-99. Al termine dei playoff i Buffalo Sabres, campioni della Eastern Conference, si sfidarono contro i Dallas Stars, campioni nella Western Conference. I Dallas Stars nella serie finale di Stanley Cup usufruirono del fattore campo in virtù del maggior numero di punti ottenuti nella stagione regolare, 114 punti contro i 91 dei Sabres. La serie iniziò l'8 giugno e finì il 19 giugno con la conquista da parte degli Stars della Stanley Cup per 4 a 2.
Questa fu la seconda presenza dei Sabres alla finale della Stanley Cup, dopo la sconfitta nel 1975 da parte dei Philadelphia Flyers. Per la franchigia degli Stars si trattava invece della terza partecipazione, la prima dopo il trasferimento della squadra dal Minnesota a Dallas avvenuto nel 1993. La prima finale giocata fu quella del 1981, e vide gli allora North Stars sconfitti dai New York Islanders, mentre dieci anni più tardi nel 1991 furono battuti dai Pittsburgh Penguins. Gli Stars sconfissero i Sabres per quattro gare a due sollevando così la prima Stanley Cup; diventarono inoltre l'ottava franchigia dalla fine dell'era delle Original Six capace di conquistare un titolo. Per la prima volta dalla serie finale del 1994 entrambe le squadre vinsero almeno una partita.
Al termine della serie l'attaccante canadese Joe Nieuwendyk fu premiato con il Conn Smythe Trophy, trofeo assegnato al miglior giocatore dei playoff.

## Contendenti

### Buffalo Sabres
I Buffalo Sabres conclusero la stagione regolare al quarto posto della Northeast Division, il settimo della Conference, con 91 punti conquistati. Nel corso dei playoff sconfissero tutte e tre le altre squadre qualificate provenienti dalla Northeast Division: al primo turno superarono per 4-0 gli Ottawa Senators, mentre al secondo i Boston Bruins per 4-2. Nella finale della Conference infine affrontarono i Toronto Maple Leafs e li superarono per 4-1.

### Dallas Stars
I Dallas Stars conclusero la stagione regolare conquistando il Presidents' Trophy con 114 punti, ottenendo inoltre il titolo della Pacific Division e il fattore campo per tutti i playoff. Al primo turno sconfissero gli Edmonton Oilers, per 4-0, mentre al secondo turno superarono per 4-2 i St. Louis Blues. Infine nella finale di Conference sconfissero per 4-3 i Colorado Avalanche.

## Serie

### Gara 1
| Arbitri: | Terry Gregson Bill McCreary |

|                                          |           |                           |
| Barnes 48:33 Primeau 53:37 Woolley 75:30 | Marcatori | 10:17 Hull 59:11 Lehtinen |

### Gara 2
| Arbitri: | Kerry Fraser Dan Marouelli |

|                         |           |                                                           |
| Peca 27:22 Žitnik 45:36 | Marcatori | 38:26 Langenbrunner 44:25 Ludwig 57:10 Hull 59:34 Hatcher |

### Gara 3
| Arbitri: | Terry Gregson Don Koharski |

|                         |           |              |
| Nieuwendyk 35:33, 49:35 | Marcatori | 27:51 Barnes |

### Gara 4
| Arbitri: | Bill McCreary Dan Marouelli |

|                |           |                            |
| Lehtinen 10:14 | Marcatori | 08:09 Sanderson 27:37 Ward |

### Gara 5
| Arbitri: | Kerry Fraser Don Koharski |

|  |           |                           |
|  | Marcatori | 02:23 Sydor 55:21 Verbeek |

### Gara 6
| Arbitri: | Terry Gregson Bill McCreary |

|                            |           |              |
| Lehtinen 08:09 Hull 114:51 | Marcatori | 38:21 Barnes |

## Roster dei vincitori
| Vincitori della Stanley Cup 1999 Dallas Stars | Portieri: Roman Turek, Ed Belfour Difensori: Derian Hatcher (C), Craig Ludwig (A), Darryl Sydor, Blake Sloan, Richard Matvichuk, Shawn Chambers, Sergej Zubov (A) Attaccanti: Mike Modano (A), Brian Skrudland, Mike Keane, Dave Reid, Jamie Langenbrunner, Pat Verbeek, Brent Severyn, Derek Plante, Guy Carbonneau, Brett Hull, Joe Nieuwendyk (A), Jere Lehtinen, Grant Marshall, Benoît Hogue, Tony Hrkac, Jon Sim Staff Tecnico: Ken Hitchcock (Allenatore), Doug Jarvis (Ass. allenatore), Rick Wilson (Ass. allenatore) |